# Ивон Андерсон
Ивон Андерсон (енгл. Yvonne Anderson; Спрингдејл, Арканзас, 8. март 1990) српска је кошаркашица америчког порекла. Игра на позицији плејмејкера, а од 2020. године је чланица репрезентације Србије.

## Клупска каријера
Почела је играјући за Универзитет у Тексасу 2011. године.
Након каријере у САД, провела је сезону у Галатасарају одакле је 2017. године прешла у Олимпијакос. Године 2019. је заиграла за Бешикташ, одакле је прешла у Венецију.

## Репрезентативна каријера
Након сарадње са Марином Маљковић у Галатасарају, добила је понуду да наступа за репрезентацију Србије. Дебитовала је на утакмици против Литваније у мечу квалификација за Европско првенство 2021. године.
Са репрезентацијом Србије освојила је златну медаљу на Европском првенству 2021. године одржаном у Француској и Шпанији. У финалу против репрезентације Француске, била је најефикаснија у српском тиму са 18 постигнутих поена.

## Приватни живот
Њен отац Мајк Андерсон је кошаркашки тренер.

## Успеси

### Репрезентативни
- Европско првенство:  2021.

### Појединачни
- Најбоља дефанзивна кошаркашица Евролиге.[11]